# 529 a.C.
Séculos: (Século VII a.C. - Século VI a.C. - Século V a.C.)

## Eventos
O estado chinês de Zhoulai é conquistado por Wu.

## Mortes
Julho de 529 a.C - Ciro, o Grande , governante da antiga Pérsia